# 俞范站
俞范站是浙江省宁波市建设中的一座地下城市轨道交通车站，属于宁波轨道交通7号线。车站计划于2026年底启用。

## 车站形制
俞范站位于镇海区蛟川街道镇海大道、石柱路口，沿镇海大道西南-东北向布置。车站为地下二层岛式车站，长355米，宽18.3米，总建筑面积为18328平方米。

## 出口
俞范站规划设置4个出口。